# Juegos Ecuestres Mundiales de 1990
Los I Juegos Ecuestres Mundiales se celebraron en Estocolmo (Suecia) entre el 24 de julio y el 5 de agosto de 1990 bajo la organización de la Federación Ecuestre Internacional (FEI) y la Federación Sueca de Hípica. 
Las competiciones se efectuaron en el Estadio Olímpico de la capital sueca; las pruebas de raid y de campo a través fueron realizadas en un circuito por los bosques y campos colindantes de la ciudad.
El campeonato contó con la asistencia de 422 jinetes de 37 países afiliados a la FEI, que participaron en 6 deportes ecuestres: doma, concurso completo, salto de obstáculos, raid o carrera de larga distancia, volteo y enganches; 13 pruebas fueron disputadas en total.

## Medallistas
| Evento                          | Oro | Plata | Bronce |
| ------------------------------- | --- | --- | --- |
| Doma individual                 | Nicole Uphoff (Rembrandt) RFA 1569 pts.                                                                                       | Kyra Kyrklund · (Matador) · Finlandia · 1482 pts.                                                                               | Monica Theodorescu (Ganimedes) RFA 1465 pts. |
| Doma por equipos                | Sven Rothenberger (Ideaal) Ann-Kathrin Kroth (Golfstrom) Monica Theodorescu (Ganimedes) Nicole Uphoff (Rembrandt) RFA 4389    | Nina Menkova (Dikson) Valeri Tishkov (Kholst) Olga Klimko (Shipovnik) Yuri Kovshov (Bouket) URSS 4124                           | Daniel Ramseier · (Random) · Silvia Iklé · (Spada) · Christine Stückelberger · (Gauguin de Lully) · Samuel Schatzmann · (Rochus) · Suiza · 4091 |
| Salto de obstáculos individual  | Éric Navet (Quito de Baussy) Francia 4,5                                                                                      | John Whitaker (Milton) Reino Unido 12                                                                                           | Hubert Bourdy (Morgat) Francia 20 |
| Salto de obstáculos por equipos | Éric Navet (Quito de Baussy) Hubert Bourdy (Morgat) Roger-Yves Bost (Norton de Rhuys) Pierre Durand (Jappeloup) Francia 18,88 | Karsten Huck (Nepomuk) René Tebbel (Borsu Urchin) Otto Becker (Pamina) Ludger Beerbaum (Almox Gazelle) RFA 28,56                | John Whitaker (Milton) Nick Skelton (Grand Slam) Michael Whitaker (Mon Santa) David Broome (Lannegan) Reino Unido 29,91                         |
| Concurso completo individual    | Blyth Tait (Messiah) Nueva Zelanda 55,15                                                                                      | Ian Stark (Murphy Himself) Reino Unido 60,85                                                                                    | Bruce Davidson (Pirate Lion) Estados Unidos 70,25                                                                                               |
| Concurso completo por equipos   | Andrew Nicholson (Spinning Rhombus) Andrew Scott (Umptee) Blyth Tait (Messiah) Mark Todd (Bahlua) Nueva Zelanda 205,90        | Ian Stark (Murphy Himself) Karen Straker (Get Smart) Rodney Powell (The Irishman II) Virginia Leng (Griffin) Reino Unido 246,65 | Edith Schless-Störtenbecker (Kyang) Matthias Baumann (Alabaster) Marina Loheit (Sundance Kid) Herbert Blöcker (Feine Dame) RFA 259,85           |
| Enganches individual            | Tomas Eriksson · Suecia · 131,40                                                                                              | József Bozsik · Hungría · 131,80                                                                                                | IJsbrand Chardon · Países Bajos · 133,00 |
| Enganches por equipos           | Christer Pahlsson · Jan-Erik Pahlsson · Tomas Eriksson · Suecia · 271,60                                                      | IJsbrand Chardon · Theo Weusthof · Ad Aarts · Países Bajos · 291,60                                                             | József Bozsik · Lajos Sipos · László Juhász · Hungría · 292,80                                                                                  |
| Volteo individual masculino     | Michael Lehner (Zarewitsch) RFA 9,379                                                                                         | Christoph Lensing (Rascal) RFA 9,378                                                                                            | Dietmar Otto (Mainzelmann) RFA 9,202 |
| Volteo individual femenino      | Silke Bernhard (Mainzelmann) RFA 9,332                                                                                        | Silke Michelberger (Zarewitsch) RFA 9,137                                                                                       | Ute Schönlan (Marco Polo) RFA 8,923 |
| Volteo por equipos              | Suiza · (Dagobert) · 8,432 | RFA (Thimu) 8,206 | Estados Unidos (Carrera) 7,935 |
| Raid individual                 | Becky Hart (Grand Sultan) Estados Unidos 10:33:59                                                                             | Jane Donovan (Ibriz) Reino Unido 10:41:14                                                                                       | June Petersen (Abbeline Lionel) Australia 10:51:26                                                                                              |
| Raid por equipos                | Lilla Wall (Alfie) Judith Heeley (Shumac) Joy Loyla (Hero) Reino Unido 35:54:31                                               | Dominique Crutzen · (Domino de Ster) · Armand de Merode · (Perlita) · Marcel Rossius · (Arafat) · Bélgica · 41:07:53            | Juan Álvarez · (Muntcho) · José Manuel Manzano · (Olga) · Roser Xalabarder · (Kid) · España · 42:19:25                                          |

## Medallero
| Núm. | País           | Oro | Plata | Bronce | Total |
| ---- | -------------- | --- | ----- | ------ | ----- |
| 1    | RFA            | 4   | 4     | 4      | 12    |
| 2    | Francia        | 2   | 0     | 1      | 3     |
| 3    | Nueva Zelanda  | 2   | 0     | 0      | 2     |
| 3    | Suecia         | 2   | 0     | 0      | 2     |
| 5    | Reino Unido    | 1   | 4     | 1      | 6     |
| 6    | Estados Unidos | 1   | 0     | 2      | 3     |
| 7    | Suiza          | 1   | 0     | 1      | 2     |
| 8    | Hungría        | 0   | 1     | 1      | 2     |
| 8    | Países Bajos   | 0   | 1     | 1      | 2     |
| 10   | Bélgica        | 0   | 1     | 0      | 1     |
| 10   | Finlandia      | 0   | 1     | 0      | 1     |
| 10   | URSS           | 0   | 1     | 0      | 1     |
| 13   | Australia      | 0   | 0     | 1      | 1     |
| 13   | España         | 0   | 0     | 1      | 1     |
|      | TOTAL          | 13  | 13    | 13     | 39    |